# John O'Keefe
John O'Keefe (n. 1939) este un neurolog, profesor la Institute of Cognitive Neuroscience și Department of Anatomy, University College London. Este laureat al Premiului Nobel pentru Fiziologie sau Medicină 2014, împreună cu May‐Britt Moser și Edvard I. Moser, „pentru descoperirea celulelor care constituie un sistem de poziționare în creier”.